# Liste der Kulturdenkmäler in Berg (bei Ahrweiler)
In der Liste der Kulturdenkmäler in Berg sind alle Kulturdenkmäler der rheinland-pfälzischen Ortsgemeinde Berg einschließlich der Ortsteile Vischel, Freisheim und Krälingen aufgeführt. Im Ortsteil Vellen sind keine Kulturdenkmäler ausgewiesen. Grundlage ist die Denkmalliste des Landes Rheinland-Pfalz (Stand: 12. Juni 2023).

## Einzeldenkmäler
| Bezeichnung                                 | Lage                                                     | Baujahr                           | Beschreibung | Bild                           |
| ------------------------------------------- | -------------------------------------------------------- | --------------------------------- | --- | ------------------------------ |
| Katholische Kirche St. Antonius             | Berg, Am Kirchplatz Lage                                 | 18. Jahrhundert                   | Saalbau, 18. Jahrhundert, Erweiterung 1948/49 | weitere Bilder Fotos hochladen |
| Wohnhaus                                    | Berg, Rheinbacher Straße 19 Lage                         | 18. Jahrhundert                   | Fachwerkhaus, 18. Jahrhundert | BW                             |
| Wohnhaus                                    | Freisheim, Am Eicherbusch 1 Lage                         |                                   | Fachwerkhaus, Aufstockung wohl im 19. Jahrhundert | BW                             |
| Katholische Kirche St. Rochus und Sebastian | Freisheim, Münstereifeler Straße Lage                    | 1923/24                           | Saalbau, 1923/24, Architekt Theodor Wildeman, Bonn | weitere Bilder Fotos hochladen |
| Hofanlage                                   | Krälingen, Ahrstraße 21 Lage                             | um 1800                           | Hofreite, jetzt Gasthaus; Fachwerkhaus, um 1800, Scheune, Ställe usw.                                                                                           | Fotos hochladen                |
| Hofanlage                                   | Krälingen, Ahrstraße 35 Lage                             | um 1800                           | Hofanlage; Fachwerkhaus, um 1800 | BW                             |
| Katholische Kirche St. Quirinus             | Krälingen, Kirchenstraße Lage                            | 18. Jahrhundert                   | Saalbau, 18. Jahrhundert, Erweiterung um 1910 | weitere Bilder Fotos hochladen |
| Katholische Kirche St. Nikolaus             | Vischel, Dorfstraße Lage                                 | erste Hälfte des 13. Jahrhunderts | Chor, wohl aus der ersten Hälfte des 13. Jahrhunderts, Schiff von 1573 und aus dem 18. Jahrhundert, Wolf-Metternich-Kapelle von 1905; Gesamtanlage mit Friedhof | weitere Bilder Fotos hochladen |
| Schloss Vischel                             | Vischel, Dorfstraße 4 Lage                               | 1829                              | Walmdachbau, 1829, Fachwerk- und Massiv-Ökonomiebauten, Brücke, Wassergraben                                                                                    | weitere Bilder Fotos hochladen |
| Forsthaus Weißerath                         | Weißerath, südöstlich von Vischel Richtung Altenahr Lage | 19. Jahrhundert                   | Fachwerkscheune, teilweise massiv, Krüppelwalmdach, wohl aus dem 19. Jahrhundert                                                                                | Fotos hochladen                |

## Ehemalige Kulturdenkmäler
| Bezeichnung | Lage                         | Baujahr | Beschreibung                                                                                    | Bild |
| ----------- | ---------------------------- | ------- | ----------------------------------------------------------------------------------------------- | ---- |
| Wohnhaus    | Krälingen, Ahrstraße 79 Lage |         | Fachwerkhaus eines Hakenhofes, wohl aus dem 18. Jahrhundert, Scheune; aus Denkmalliste gelöscht | BW   |